# Henri Matarasso
 (janvier 2022).
La mise en forme du texte ne suit pas les recommandations de Wikipédia : il faut le « wikifier ».
Les points d'amélioration suivants sont les cas les plus fréquents. Le détail des points à revoir est peut-être précisé sur la page de discussion.
- Les titres sont pré-formatés par le logiciel. Ils ne sont ni en capitales, ni en gras.
- Le texte ne doit pas être écrit en capitales (les noms de famille non plus), ni en gras, ni en italique, ni en « petit »…
- Le gras n'est utilisé que pour surligner le titre de l'article dans l'introduction, une seule fois.
- L'italique est rarement utilisé : mots en langue étrangère, titres d'œuvres, noms de bateaux, etc.
- Les citations ne sont pas en italique mais en corps de texte normal. Elles sont entourées par des guillemets français : « et ».
- Les listes à puces sont à éviter, des paragraphes rédigés étant largement préférés. Les tableaux sont à réserver à la présentation de données structurées (résultats, etc.).
- Les appels de note de bas de page (petits chiffres en exposant, introduits par l'outil «  Source ») sont à placer entre la fin de phrase et le point final[comme ça].
- Les liens internes (vers d'autres articles de Wikipédia) sont à choisir avec parcimonie. Créez des liens vers des articles approfondissant le sujet. Les termes génériques sans rapport avec le sujet sont à éviter, ainsi que les répétitions de liens vers un même terme.
- Les liens externes sont à placer uniquement dans une section « Liens externes », à la fin de l'article. Ces liens sont à choisir avec parcimonie suivant les règles définies. Si un lien sert de source à l'article, son insertion dans le texte est à faire par les notes de bas de page.
- La présentation des références doit suivre les conventions bibliographiques. Il est recommandé d'utiliser les modèles {{Ouvrage}}, {{Chapitre}}, {{Article}}, {{Lien web}} et/ou {{Bibliographie}}. Le mode d'édition visuel peut mettre en forme automatiquement les références.
- Insérer une infobox (cadre d'informations à droite) n'est pas obligatoire pour parachever la mise en page.

Pour une aide détaillée, merci de consulter Aide:Wikification.
Si vous pensez que ces points ont été résolus, vous pouvez retirer ce bandeau et améliorer la mise en forme d'un autre article.
Henri (Haïm) Matarasso, né le 5 juillet 1892 à Salonique et mort le 23 mai 1985 à Nice, est un écrivain, éditeur et libraire.

## Biographie
Né à Salonique, ville ottomane avant l'intégration à la Grèce, il quitte sa ville natale en 1911 pour rejoindre Paris où il travaille pour une maison d'exportation. À l'aube de la première guerre mondiale, il quitte Paris pour  s'installer à Barcelone. Puis, en 1922 il rejoint la Belgique avant de retourner en France dans le courant des années 1930.
Frère du banquier Albert Matarasso, il est l'oncle de l'avocat Léo Matarasso,  avocat honoraire, membre du parti communiste et ancien président de la Ligue internationale pour le droit et la libération des peuples.
Il ouvre d'abord une petite librairie, située à Bruxelles au 1 rue de Loxoum, avec les ouvrages de sa propre collection mais cela ne dure pas et il travaille ensuite pour la  Librairie Nationale d'Art et d'Histoire fondée par Gérard Van Oest. Il en prend rapidement la direction et s'attache à y développer une section consacrée à la bibliophilie.
Il reprend la librairie Landry à Paris en 1933 au 72 rue de Seine, fréquentée notamment par Picasso et les écrivains et poètes Paul Éluard, René Char, André Breton, Aragon, ainsi que Jean Giono grâce à l'intervention de son fils Jacques.
Spécialiste de Rimbaud, il édite également quelques livres dont, en 1936, le premier livre d'Henri Michaux illustré de ses dessins.
Il se retire en 1953 à Nice où il ouvre une galerie au 36 boulevard Dubouchage où il expose notamment Picasso, Cocteau et Miro.
Il fait don en 1954 à la Ville de Charleville de nombreux documents et ouvrages rares sur Rimbaud, base de la bibliothèque du Musée Rimbaud.
Son fils, Jacques Matarasso fut également libraire et éditeur. La galerie était à Nice au 2 rue Longchamp. C'est notamment grâce à lui qu'Henri sera mis en contact avec les surréalistes.
Sa petite fille Laure Matarasso, filleule de René Char, déménage la Librairie-Galerie au 46 Boulevard Risso à Nice en septembre 2017.

## Textes édités par Henri Matarasso (par date)
- L'apothicaire Lyrique, Max Moreau, Henri Matarasso éditeur, Paris, 1935.
- Entre Centre et Absence, Henri Michaux, Henri Matarasso éditeur, 1936.
- Passante, Adrienne Revelard, Henri Matarasso éditeur, Paris, 1937.
- Le Soleil des Eaux, René Char, illustrations de Georges Braque, Henri Matarasso éditeur, Paris, 1949.
- Bibliographie des livres illustrés par Pablo Picasso, Galerie H. Matarasso, 1956.
- Lettres à André Verdet, Ladislas Kijno, éditions H. Benezit et Matarasso, 1957.
- Images de Jean Cocteau, Jean Cocteau, Galerie H. Matarasso, Nice, 1957.
- Eloge d'un chevalier enchanteur, Georges de Canino, Henri Matarasso éditeur, Nice, 1981.

## Textes écrits par Henri Matarasso
- - Nouveaux documents sur Rimbaud, avec H. de Bouillane De Lacoste, Mercure de France, 1938.
  - Un nouveau portrait de Rimbaud, Mercure de France, 1947.
- Vie d'Arthur Rimbaud, avec Pierre Petitfils, préface de Jean Cocteau éditions Hachette, 1962[12], édition avec iconographie.
- Album Rimbaud, avec Pierre Petitfils, éditions Gallimard, collection La Pléiade, iconographie commentée, 1967